# Maja e Kakisë
Maja e Kakisë är en bergstopp i Albanien. Den ligger i den norra delen av landet, 110 km norr om huvudstaden Tirana. Toppen på Maja e Kakisë är 2 360 meter över havet, eller 528 meter över den omgivande terrängen. Bredden vid basen är 5,7 km. Maja e Kakisë ingår i Prokletije.
Terrängen runt Maja e Kakisë är huvudsakligen bergig.   Runt Maja e Kakisë är det ganska tätbefolkat, med 93 invånare per kvadratkilometer.. 
Omgivningarna runt Maja e Kakisë är en mosaik av jordbruksmark och naturlig växtlighet.